# Fricativa lateral retroflexa surda
A fricativa lateral retroflexa surda é um tipo de som consonantal, usado em algumas línguas faladas. Haja um símbolo extIPA para este somsímbolo ⟨ꞎ⟩.
Alguns estudiosos também postulam a aproximação lateral retroflexa sem voz distinta da fricativa. A aproximante pode ser representada no IPA como ⟨ɭ̊⟩. A distinção não é reconhecida pela International Phonetic Association.

## Características
- Sua forma de articulação é fricativa, ou seja, produzida pela constrição do fluxo de ar por um canal estreito no local da articulação, causando turbulência.
- Seu local de articulação é retroflexo, o que significa prototipicamente que ele está articulado subapical (com a ponta da língua enrolada para cima), mas de forma mais geral, significa que é pós-alveolar sem ser palatalizado. Ou seja, além da articulação subapical prototípica, o contato da língua pode ser apical (pontiagudo) ou laminal (plano).
- Sua fonação é surda, o que significa que é produzida sem vibrações das cordas vocais.
- É uma consoante oral, o que significa que o ar só pode escapar pela boca.
- É uma consoante lateral, o que significa que é produzida direcionando o fluxo de ar para os lados da língua, em vez de para o meio.
- O mecanismo da corrente de ar é pulmonar, o que significa que é articulado empurrando o ar apenas com os pulmões e o diafragma, como na maioria dos sons.

## Ocorrência
| Língua | AFI                  | Significado | Notas                                                                     |
| ------ | -------------------- | ----------- | ------------------------------------------------------------------------- |
| Iaai   | [exemplo necessário] |             | Descrito como um aproximante. Contrasta com /ɭ/.                          |
| Toda   | [paꞎ ]               | Vale        | Descrito como um aproximante. Contrasta com /ɭ/ (como em /paɭ/ Pulseira). |